# Centropogon loretensis
Centropogon loretensis är en klockväxtart som beskrevs av Franz Elfried Wimmer. Centropogon loretensis ingår i släktet Centropogon och familjen klockväxter. Inga underarter finns listade i Catalogue of Life.